# Molla a tazza

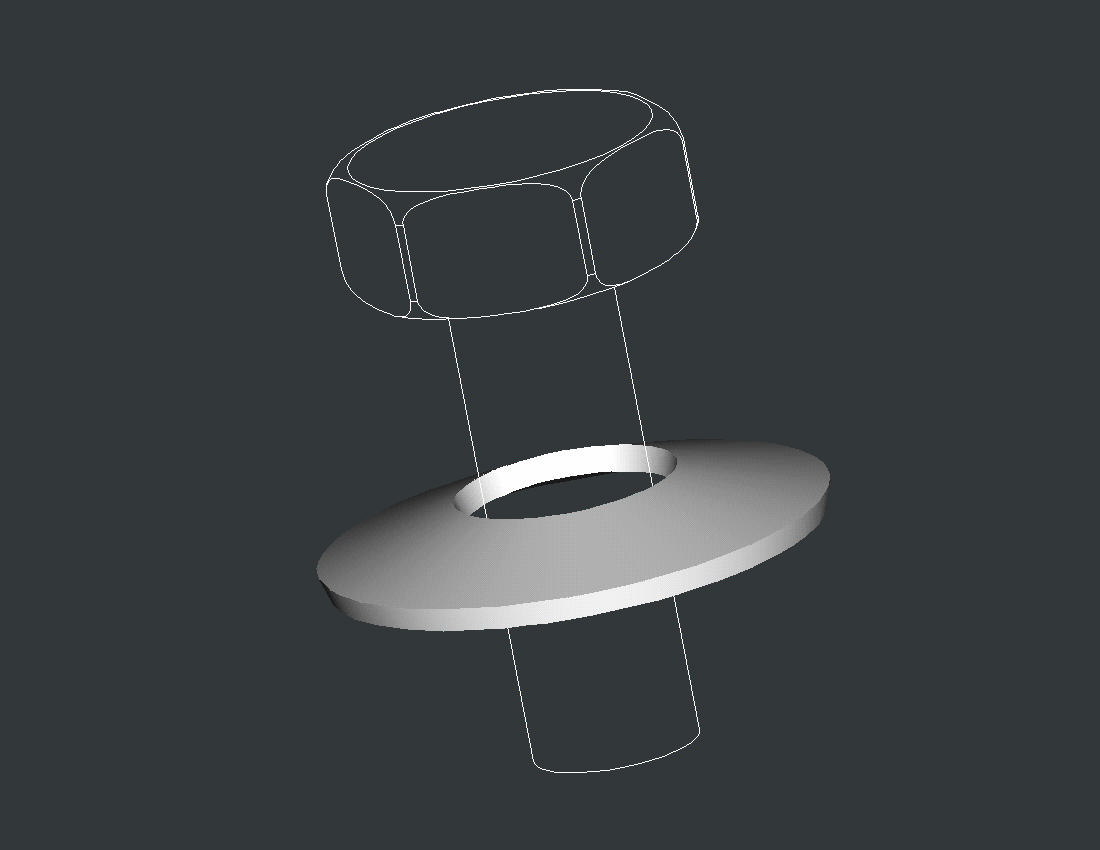
Molla a tazza

Con il termine molla a tazza si indica un componente meccanico (conosciuto anche come rondella Belleville, molla a rondelle coniche, molla a disco o molla Belleville) a forma di piattello concavo rotondo che può essere caricato nel senso assiale e può essere sollecitato sia staticamente che dinamicamente. Una molla a tazza quindi è un tipo di molla a forma di rondella. La particolare forma tronco-conica dà infatti alla rondella le stesse caratteristiche di una molla.
Il nome "Belleville" deriva dall'inventore Julien Belleville che nel 1867 brevettò a Dunkerque, in Francia, una combinazione di molle che già conteneva il principio delle molle a tazza il cui inventore, quindi, rimane sconosciuto.
Nel corso degli anni sono stati sviluppati diversi profili di molle a tazza; ad oggi i due profili maggiormente utilizzati sono quelli con e senza piani di appoggio, mentre altri, come le molle a tazza trapezoidali, sono caduti in disuso.

## Peculiarità ed utilizzi

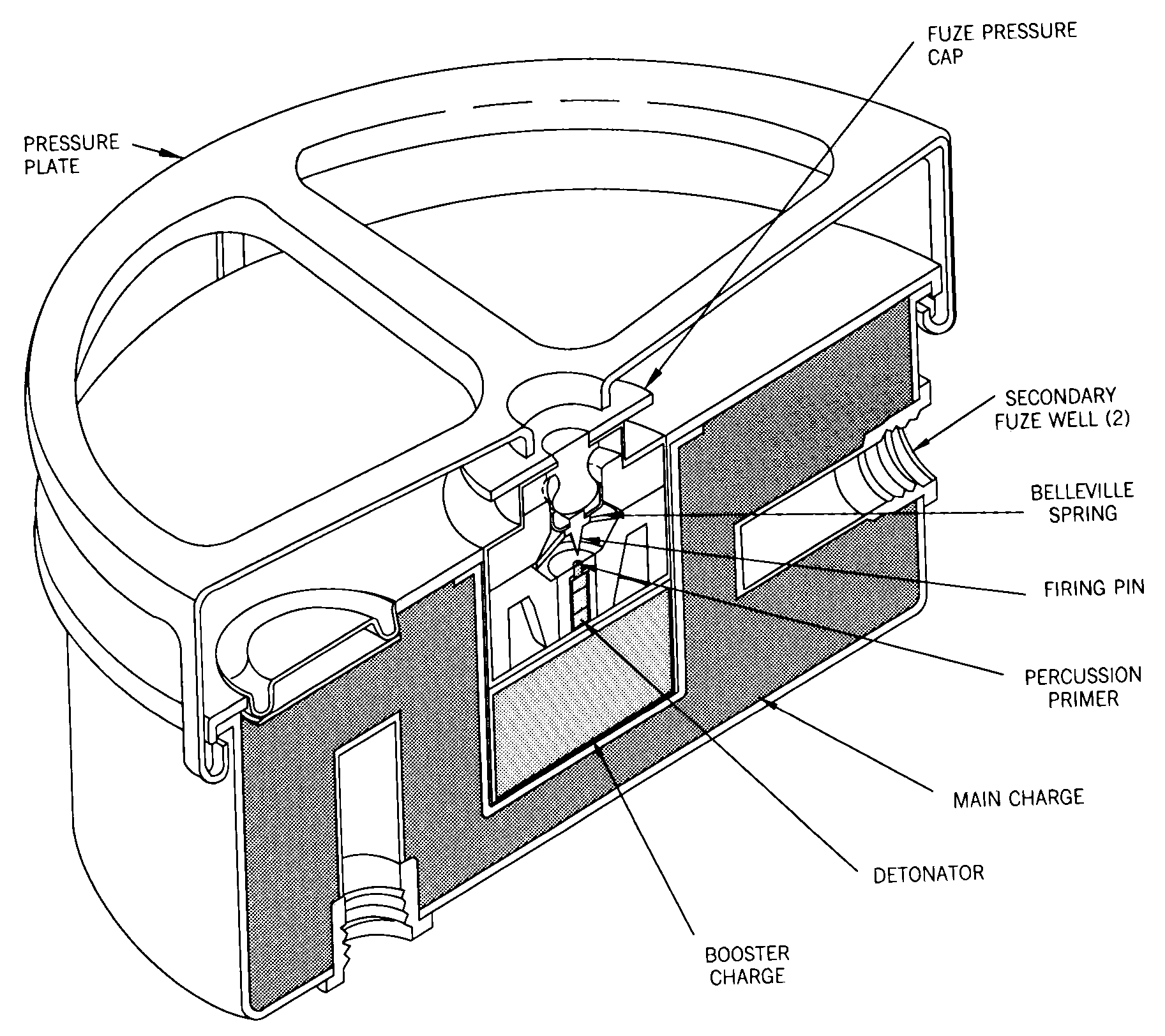
Vista in sezione di una mina anticarro M4 (circa 1945) che mostra la molla Belleville in acciaio posta nel meccanismo della spoletta.

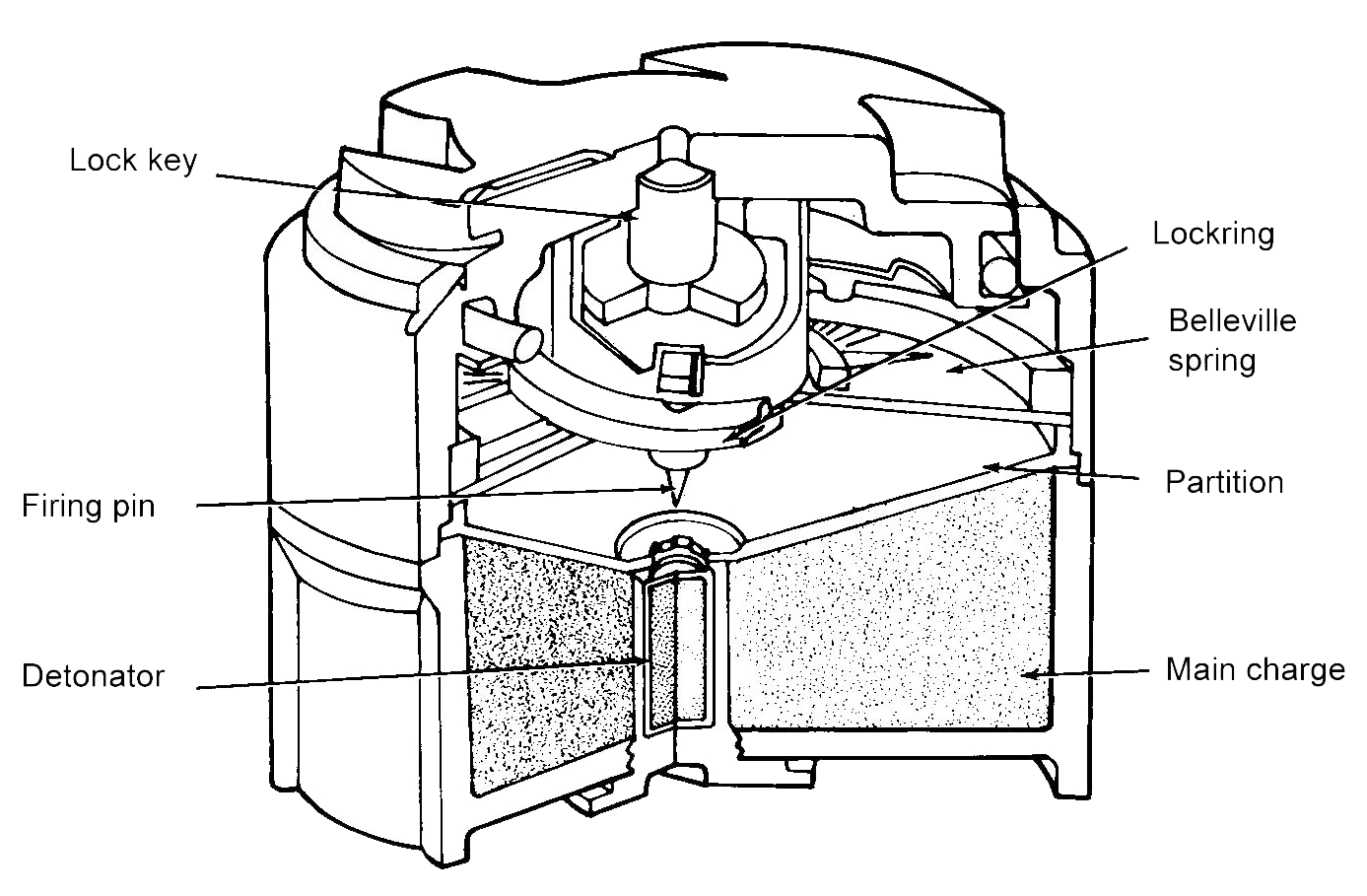
Spaccato di una mina antiuomo M14, dove è possibile vedere il percussore montato nel centro di una molla a tazza in plastica

Negli anni la richiesta di una sempre maggior precisione nelle calibrazioni, la maggior disponibilità di nuovi materiali più performanti e l'affinamento dei metodi di calcolo, la molla a tazza ha trovato vasto impiego in praticamente tutti i campi della tecnica, dalla costruzione di automobili, a quella di edifici, a quella di armi e così via. Nei diversi campi, sia che vengano utilizzate come molle sia che si utilizzino per applicare un precarico a bullonature e cuscinetti, le molle a tazza sono utilizzate sia singolarmente che come pila di molle. In una pila possono essere sovrapposte più molle singolarmente oppure più pacchi consistenti di più molle disposte nello stesso verso.
Le principali peculiarità che distinguono le molle a tazza includono:
- Capacità di assorbimento di elevati carichi in un piccolo spazio di alloggiamento,
- Possibilità di ottenere, grazie alla diversa disposizione delle molle a tazza, una curva caratteristica di carico lineare o degressiva e, mediante una disposizione adeguata, anche progressiva,
- Alta resistenza alla fatica sotto carico dinamico, se adeguatamente dimensionata,
- Bassa tendenza alla deformazione, di fatto, se non si superano le tensioni consentite, non si verifica nessun rilassamento,
- Possibilità di ottenere elevate isteresi (smorzamento), grazie al fatto di poter essere impilate una sull'altra nella stessa direzione, ossia disposte in parallelo,
- Il fatto che grazie alla forma simmetrica, nella rotazione la trasmissione del carico avviene del tutto concentricamente.

Tali vantaggiose proprietà fanno sì, come detto, che la molla a tazza trovi utilizzo in diversi settori, di cui si elencano nel seguito alcuni esempi.
In campo militare, le molle Belleville sono usate, ad esempio, in diversi tipi di mine terrestri come le americane M19, M15, M14, M1 e le svedesi Tret-Mi.59. Quando il bersaglio (una persona o un veicolo) esercita sulla molla a tazza una pressione tale da farle oltrepassare la soglia di innesco e da far sì che il percussore ad essa collegato raggiunga il detonatore allora si innesca anche il booster circostante ed infine l'esplosivo principale.
Alcuni produttori di fucili ad otturatore girevole-scorrevole (detti anche bolt-action, dal nome inglese) utilizzano all'interno dell'otturatore una pila di molle a tazza invece di una più tradizionale molla elicoidale al fine di ottenere un più veloce rilascio del percussore, essa infatti riduce il tempo tra l'attuazione dell'innesco e l'impatto del percussore sulla cartuccia.
In campo meccanico questo tipo di molle trova utilizzo ad esempio nei dispositivi di chiusura anche se solamente in applicazioni con bassi carichi dinamici come ad esempio i manettini del cambio montati sul tubo obliquo delle biciclette.
In virtù del fatto che offrono una possibilità di regolazione estremamente precisa poi, le molle a tazza sono utilizzate come elemento ammortizzante in campo automobilistico, finanche nelle auto di formula 1 e aeronautico: nei modelli di aeromobile della serie Cirrus SR2x un insieme di pile di molle a disco è utilizzato per smorzare le oscillazioni del carrello anteriore in fase di atterraggio.
Nel campo edilizio, pile di enormi molle a tazza sono state sperimentate in Giappone come ammortizzatori per grattacieli in modo da rendere questi ultimi più sicuri dal punto di vista antisismico.

## Impilaggio
Come precedentemente detto, le molle a tazza possono essere impilate al fine di modificare la costante di elasticità (o rigidità) o la corsa della pila (che di fatto funge a sua volta da molla) risultante. Impilare molle nella stessa direzione fa sì che la costante di elasticità della molla risultante sia pari alla somma delle costanti di elasticità di tutte le molle a tazza impilate (esattamente come nel caso di molle elicoidali disposte in parallelo), ciò porterà alla creazione di una molla più rigida (a parità di corsa). Un impilaggio di molle a tazza in direzioni alternate porta allo stesso effetto della disposizione in serie di molle elicoidali, si ottiene infatti una molla di più bassa costante elastica e, a parità di carico, con una corsa maggiore.
La possibilità di disporre in maniera alternata pile di molle a tazza disposte nella stessa direzione, e di ottenere quindi pile di pile di molle, fa sì che i valori di rigidità e di corsa della molla risultante possano essere progettati ad hoc per ogni occasione.
In generale, se "n" molle a tazza sono disposte in parallelo (orientate nella stessa direzione), a parità di carico la corsa dell'intera pila sarà uguale alla corsa di una singola molla a tazza diviso per il numero di molle, conseguentemente per ottenere la stessa corsa sarà necessario applicare sull'intera pila un carico pari ad "n" volte quello da applicare ad una singola molla.
Nel caso invece di molle a tazza impilate in serie (orientate in direzioni alterne), a parità di carico la corsa dell'intera pila sarà uguale alla corsa di una singola molla a tazza moltiplicata per il numero di molle, conseguentemente per ottenere la stessa corsa sarà necessario applicare sull'intera pila un carico pari a quello da applicare ad una singola molla diviso per "n".

## Considerazioni sulle prestazioni
Nel caso di una pila di molle parallele le isteresi, ossia le perdite di carico, sono dovute all'attrito tra le singole molle che compongono la pila. Tali perdite possono risultare vantaggiose in alcuni sistemi in cui grazie allo smorzamento (damping) si ha una dissipazione dell'energia impressa o sprigionata da vibrazioni e possono essere calcolate utilizzando metodi di isteresi. È comunque generalmente consigliato non disporre in parallelo più di 4 molle a tazza e, in caso sia necessario ottenere un carico più elevato, è necessario aumentare il coefficiente di sicurezza al fine di compensare la perdita di carico dovuta all'attrito. L'attrito tra molle disposte in serie può invece essere considerato non rilevante.
Nel caso di singole molle a tazza disposte in serie, la corsa non è esattamente proporzionale al numero di molle impilate. Ciò è dovuto ad una deformazione (definita come effetto di "bottoming out") che si ha quando le molle a tazza sono ridotte all'appiattimento. La superficie di contatto tra le molle, infatti, aumenta quando la loro corsa supera il 95% della corsa massima. Ciò porta ad un accorciamento del braccio di leva e ad un corrispondente aumento del carico. A differenza della disposizione in parallelo, il numero di molle a tazza disposte in serie non costituisce un problema anche se, in genere, si consiglia di non creare pile di molle di altezza superiore a 3 volte il diametro esterno della molla a disco. Se non è possibile evitare una lunghezza maggiore, la pila dovrebbe essere divisa in più pile parziali per mezzo di dischi idonei.
Come detto, un vantaggio offerto dalle molle a tazza è dato dal fatto che molle di differente spessore possono essere scambiate all'interno della pila, il che permette di raggiungere un praticamente infinito numero di valori della costante elastica (o quota di molleggio) occupando di fatto pochissimo spazio nella cassetta degli attrezzi di un tecnico. Esse risultano ideali in situazioni in cui è richiesta una grande forza elastica in corrispondenza di una piccola altezza libera e quindi di una piccola compressione disponibile prima del raggiungimento dell'appiattimento. Un aspetto negativo è, tuttavia, dato dal peso e dal fatto che la loro corsa massima è piuttosto limitata se confrontata ad una comune molla elicoidale di pari altezza.
Anche le rondelle ondulate possono fungere da molla, ma, a parità di dimensioni, esse non producono la stessa forza elastica di una rondella Belleville e, soprattutto, esse non possono essere disposte in serie.

## Molle a tazza con piani di appoggio e spessore ridotto
All'interno della norma DIN 2093 viene prescritta, per le molle di spessore superiore ai 6  mm, oltre all'arrotondamento degli spigoli, l'introduzione di piccolo piani di appoggio nei punti I e III, ossia nel punto di applicazione del carico e nel punto di appoggio della molla. Grazie a questo accorgimento il punto di introduzione del carico viene definito meglio e, soprattutto nel caso di molle sovrapposte, viene diminuito l'attrito con gli elementi di guida. Ciò porta anche ad un accorciamento del braccio di leva e ad un conseguente aumento del carico che viene a sua volta compensato grazie ad una riduzione dello spessore del disco.
Tale nuovo spessore, detto spessore ridotto, deve far sì che la molla soddisfi le seguenti condizioni:
- L'altezza della molla deve rimanere invariata,
- La larghezza della corona circolare, ossia del piano di appoggio, deve essere circa 1/150 della lunghezza del diametro esterno,
- Il carico da applicare alla molla con spessore ridotto per ottenere una corsa pari al 75% dell'altezza libera deve essere uguale a quello da applicare alla molla con spessore non ridotto.

Poiché, come detto, l'altezza delle molla non deve cambiare rispetto all'originale, ne consegue che le molle a spessore ridotto e con piani di appoggio abbiano angoli interni differenti e, conseguentemente, delle curve caratteristiche e di correlazione carico-corsa del tutto diverse dalle corrispondenti molle non ridotte.

## Calcolo
A partire dal 1936, anno in cui J. O. Almen e A.Làszlò pubblicarono un metodo di calcolo semplificato, si sono succeduti modelli sempre più complessi ed accurati anche per fare in modo che si potessero includere anche le molle a tazza con piani di appoggio.
Sebbene esistano metodi più precisi ad oggi ci si attiene quasi esclusivamente al procedimento relativamente semplice riportato nella norma DIN 2092.
Considerando una molla a tazza di diametro esterno {\displaystyle {D_{e}}}, diametro interno {\displaystyle {D_{i}}}, altezza l e spessore t, ed essendo {\displaystyle {h_{0}}} l'altezza libera, ossia la differenza tra altezza e spessore, si definiscono i seguenti coefficienti:
{\displaystyle \delta ={\frac {D_{e}}{D_{i}}}}
{\displaystyle {C_{1}}={\frac {\left({\frac {t'}{t}}\right)^{2}}{\left({\frac {1}{4}}\cdot {\frac {l}{t}}-{\frac {t'}{t}}+{\frac {3}{4}}\right)\cdot {\left({\frac {5}{8}}\cdot {\frac {l}{t}}-{\frac {t'}{t}}+{\frac {3}{8}}\right)}}}}
{\displaystyle {C_{2}}={\frac {C_{1}}{\left({\frac {t'}{t}}\right)^{3}}}\cdot \left[{\frac {5}{32}}\cdot \left({\frac {l}{t}}-1\right)^{2}+1\right]}
{\displaystyle {K_{4}}={\sqrt {-{\frac {C_{1}}{2}}+{\sqrt {\left({\frac {C_{1}}{2}}\right)^{2}+C_{2}}}}}}
L'equazione del carico F da applicare una molla a tazza per ottenere una corsa (o freccia) s risulta essere:
{\displaystyle F={\frac {4E}{1-\mu ^{2}}}\cdot {\frac {t^{4}}{K_{1}-{D_{e}}^{2}}}\cdot {K_{4}}^{2}\cdot {\frac {s}{t}}\cdot \left[{K_{4}}^{2}\cdot \left({\frac {h_{0}}{t}}-{\frac {s}{t}}\right)\cdot \left({\frac {h_{0}}{t}}-{\frac {s}{2t}}\right)+1\right]}
Si può notare che nel caso di molle a tazza di spessore costante, quindi con un valore dello spessore t' uguale a t, il valore di {\displaystyle {K_{4}}} è uguale a 1.
Va detto che per quanto riguarda le molle a tazza con piani di appoggio e spessore ridotto, un articolo uscito nel luglio 2013, ha dimostrato che l'espressione di {\displaystyle {K_{4}}} definita all'interno delle norme di settore non è corretta e fa sì che, di fatto, ogni spessore ridotto sia ritenuto valido e ciò è, naturalmente, impossibile. In questo articolo viene quindi proposta la sostituzione di {\displaystyle {K_{4}}} con il nuovo parametro {\displaystyle {R_{d}}} che tiene conto, non solo del rapporto {\displaystyle {\frac {t'}{t}}} ma anche del valore degli angoli interni della molla.
Per quanto riguarda il valore della costante di elasticità, o quota di molleggio, il suo valore è definito come:
{\displaystyle {k}={\frac {dF}{ds}}}

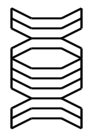
Pila di molle a tazza in configurazione 2-3-1-2

Trascurando gli effetti dovuti all'attrito ed alla deformazione, tale costante per una pila composta da molle a tazza identiche può essere comodamente approssimata a partire dal valore della costante della singola molla. A partire da una estremità della pila basta raggruppare il numero di dischi adiacenti disposti in parallelo. Nella pila mostrata a destra, ad esempio, il raggruppamento sarà del tipo 2-3-1-2, poiché c'è un pacco formato da 2 molle in parallelo, quindi ce n'è uno da 3, poi una molla singola e quindi un pacco di 2.
La costante elastica dell'intera pila può essere calcolata come:
{\displaystyle K={\frac {k}{\sum _{i=1}^{g}{\frac {1}{n_{i}}}}}}
{\displaystyle K={\frac {k}{{\frac {1}{2}}+{\frac {1}{3}}+{\frac {1}{1}}+{\frac {1}{2}}}}}
{\displaystyle K={\frac {3}{7}}\cdot {k}}
Dove:
- {\displaystyle n_{i}} = il numero di molle del pacco
- g = il numero di pacchi
- k = la costante di una singola molla

Quindi, una pila 2-3-1-2 (o, essendo l'operazione commutativa, 3-2-2-1) ha una costante di elasticità pari a 3/7 di quella della singola molla a tazza. Le solite 8 molle possono essere disposte in diverse configurazioni: 3-3-2 (K = 6/7{\displaystyle \cdot }k), 4-4 (K = 2{\displaystyle \cdot }k), 2-2-2-2 (K = 1/2{\displaystyle \cdot }k) ed altre. Il numero di combinazioni uniche in cui "n" molle possono essere disposte è definito dalla legge di partizione di un intero ed incrementa con n, dando la possibilità di ottenere il valore desiderato per la costante di elasticità.

## Standard
- DIN 2092 – Disc springs – Calculation
- DIN 2093 – Disc springs – Quality specifications – Dimensions
- DIN 6796 – Conical spring washers for bolted connections[2]